# Žrec

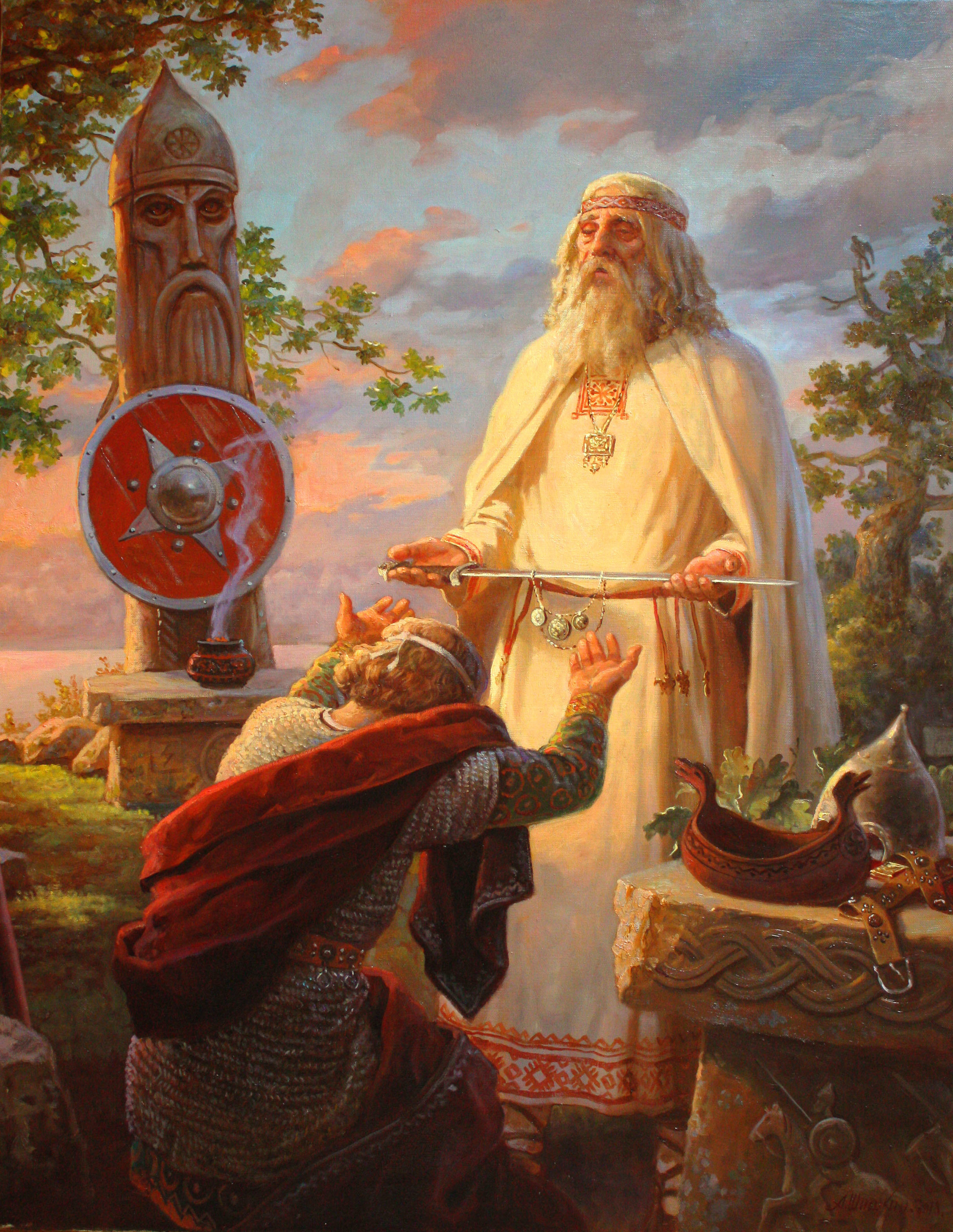
Žrec žehná bojovníkovi, Andrej Šiškin, 2018

Žrec je označení pro kněze slovanského předkřestanského náboženství. Existenci kněží máme doloženou pouze pro prostředí polabských a pobaltských Slovanů, kde měli významnou pozici v souvislosti s kulty Svarožice v Retře, Svantovíta v Arkoně, Jarovíta ve Volhošti a s dalšími.

## Etymologie
Do češtiny bylo slovo převzato během národního obrození z ruského Жрец, které označuje obecně „pohanského“ kněze. Vychází z praslovanského *žьrьcь a to zase ze *žerti ‘obětovat bohům; slavit“. Původ výrazu leží až v praindoevropském *gwer- „pozvednout hlas, chválit“. Slovo je nejspíše vzdáleně příbuzné s výrazem hrany (vyzvánění za mrtvé), uhranout, hora a hrdý.
Slovo kněz, stejně jako kníže, namísto toho vychází z praslovanského *kъnędzь, které představuje ranou výpůjčku z pragermánského *kuningaz „vládce rodu, král“. K posunu významu ze světského vládce na duchovního došlo pouze v západoslovanských jazycích.

## Vývoj a funkce

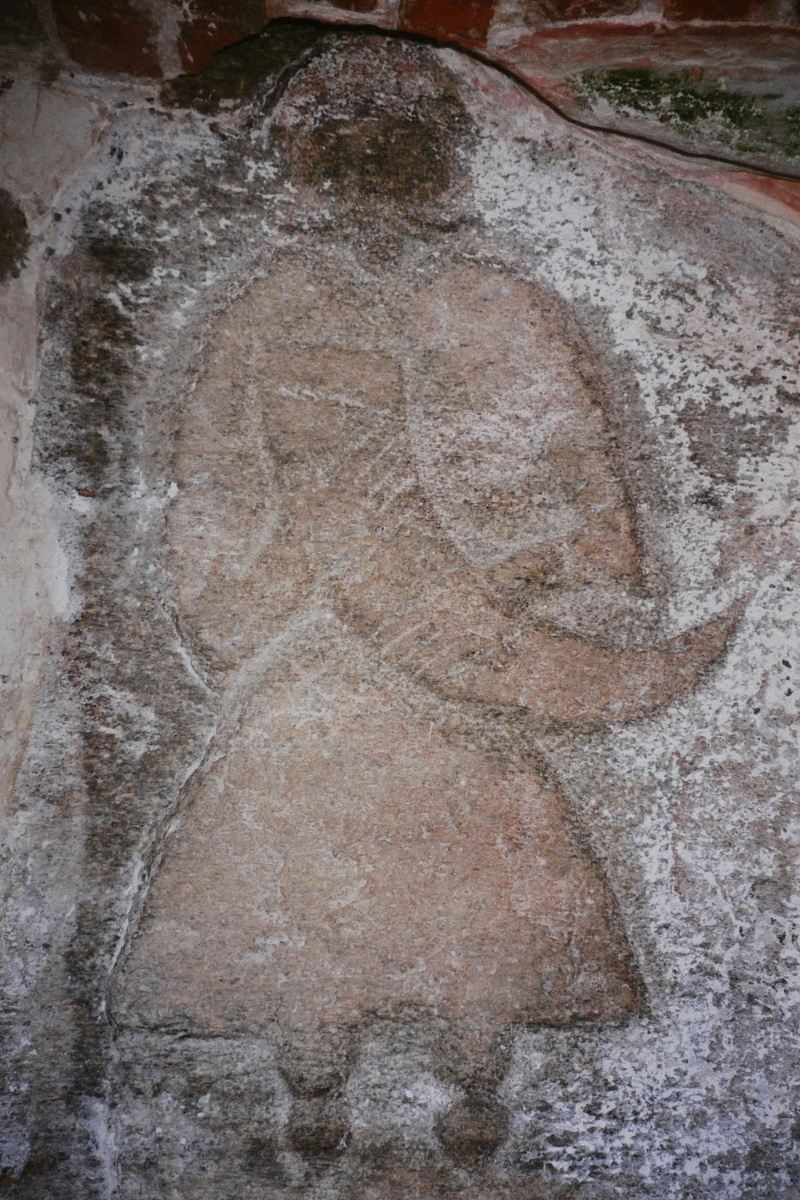
Svantovítův žrec s obětním rohem, žulová deska ve zdi kostela v Altenkirchenu na Rujáně

Lze předpokládat že funkci žrece-obětníka ve slovanské společnosti původně vykonávala hlava rodiny, rodu či kmene. To naznačuje například zmínka Einhardových análů z 9. století podle kterých veletský kníže Dragovit vykonával v chrámu obřad, archeologické nálezy naznačují obětnickou funkci i ruských knížat. Ke vzniku zvláštní kněžské vrstvy však došlo jen u Slovanů usazených u Labe a Baltu, snad v reakci na politický tlak sousedních Franků a Sasů, kteří již vyznávali křesťanství a případný přestup Slovanů na novou víru byl spojován s mocenským porobením. Institut slovanských kněží mohl být také inspirován kněžími křesťanskými.
Přestože samotné slovo žrec má ruský původ nemáme mimo prostředí polabských a pobaltských Slovanů doloženo kněžstvo, ale pouze jednotlivci věnující se magii a věštění, někdy označované výrazem volchvové. Tito „čarodějové a hadači“ podle archeologa Zdeňka Váni představovali původně jediné slovanské náboženské specialisty. Funkci náboženských specialistů mohli mít také velkomoravští igrici.
Největší mocí ze polabských a pobaltských kněží disponoval nejspíše velekněz (pontifex) sloužící ve Svantovítově chrámu v Arkoně na Rujáně. Svantovítovi, jeho chrámu a kněžím plynuly dary prostých lidí i kupců a také každoroční obětní dávky. Veleknězi byli podřízeni nižší kněží, disponoval družinou tří set jezdců a podle Helmolda z Bosau byl ctěn více než kníže, který byl na jeho rozhodnutích závislý. Velekněz svolával sněmy, vedl diplomatická jednání a věštil. Ve Štětíně měl každý ze čtyř chrámů svého sacerdota, nad kterými stál pontifex, snad sloužící Triglavovi. Kněží v Arkoně byli voleni sněmem, věnovali se diplomatickým vyjednáváním a od ostatních se odlišovali svými dlouhými vlasy a vousy. Významné postavení kněží na sněmech je zmiňováno také ve Štětíně a Volyni. Kromě toho máme kusé zmínky o dalších kněžích ve Volhošti, Korenici, Stargardu nebo o knězi bohyně Živy.
Kněží se věnovali vedení obřadů, obětí, včetně oběti lidské, a věštbám, které mohli rozhodovat o válce a míru. K divinačním metodám náležela například věštba z picího rohu, pomocí velkého koláče, pomocí dřívek, ptakopravectví či pomocí koně. Herbord zmiňuje také to, že kněží upadali do extáze a křečí a mívali vidění.

## Další použití slova
Čeští bibličti překladatelé Starého zákona v Českém ekumenickém překladu Bible použili slovo žrec pro nižší kněží v Baalově a podobných pohanských kultech, viz např.